# أبو قريعة السلمي
أَبو فُرَيعة السُّلَمي، وقيل: هو أَسلمي من قبيلة بني سليم وبنو سليم قبيلة عربية عدنانية قيسية، كانوا وما زالوا يقيمون في الحجاز وهو صحابي جليل، صحب رسول الله صلى الله عليه وسلم. قال أبو عُمَرَ: له صحبة وشهد حنينًا ولا أعلم له رواية.

## رواته للحديث
ساق ابْنُ مَنْدَه له من طريق أحفاده بسندٍ إليه؛ قال: قال رسول الله صَلَّى الله عليه وسلم حين افترق الناس عنه يوم حُنين وصبرَتْ معه بنو سليم: "لَا ينْسَى الله لَكُمْ هَذَا اليَوْمَ يَا بَنِي سُلَيْمٍ.
روى الحسن بن يعقوب بن خالد بن رفاعة بن أَبي فُرَيعة، عن أَبيه يعقوب بن خالد، عن أَبيه، عن جدّه رفاعة، عن أَبي فُرَيعة قال: قال رسول الله صَلَّى الله عليه وسلم حين افترق الناس عنه يوم حنين، وصبرت معه بنو سُلَيم: «لاَ نَسَى الله لَكُمْ يَا بَنِي سُلَيْمٍ هَذَا الْيَوْمَ».